# Ringwoodyt

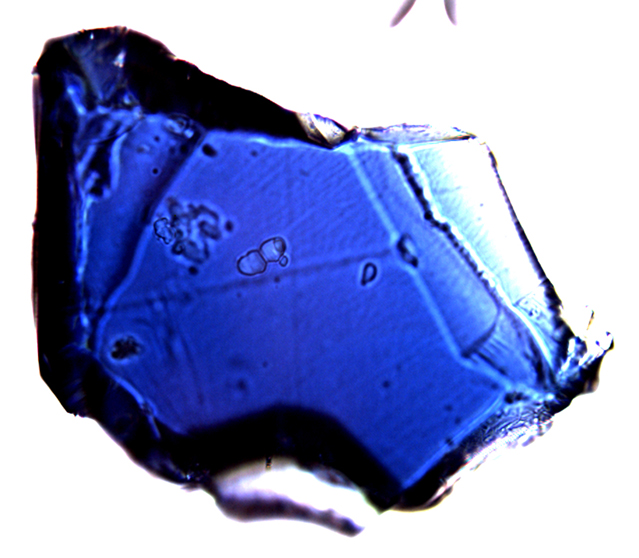
Ringwoodyt

Ringwoodyt – jest formą oliwinu. Skład chemiczny minerału może być różny, od czystego Mg2SiO4, do Fe2SiO4. Minerał zawiera 2,5% wagowych wody, a najbardziej uwodnione około 3% wagowych. Uzyskany w warunkach laboratoryjnych minerał nie zawierający żelaza jest bezbarwny. Przy zawartości jednego procenta molowego Fe2SiO4 barwa minerału jest intensywnie niebieska.
Ringwoodyt zidentyfikowano po raz pierwszy w 1969 roku w meteorycie Tenham.
Zaproponowana przez odkrywców nazwa upamiętnia Australijczyka profesora Teda Ringwooda z Australian National University, który badał polimorficzne przejścia fazowe minerałów płaszcza ziemskiego. Nazwa została zaaprobowana przez Commission on New Minerals and Mineral Names.
Z badań i modeli wynika, że ringwoodyty występują w strefie przejściowej na głębokościach 410-660 (525-660) kilometrów.
Ringwoodyt ziemskiego pochodzenia odkryto w 2008 roku na terenie Juíny w stanie Mato Grosso w drobnym diamencie, znalezionym w żwirze płytkiej rzeki. Diament został wyniesiony na powierzchnię Ziemi przez skałę wulkaniczną zwaną kimberlitem. W badanym elemencie zawartość wody wynosiła około 1% wagowo. Jednak przy powszechnym występowaniu tego minerału w płaszczu Ziemi oznaczałoby to, że w strefie przejściowej zgromadzone jest więcej wody niż we wszystkich oceanach na powierzchni planety. Wyniki badań wskazują na istnienie rozległej strefy w płaszczu ziemskim bogatej w wodę.